# Plexus (genre)
Pour les articles homonymes, voir Plexus.
Plexus est un genre éteint d’organismes tubulaires de l’Édiacarien.